# 그 여자를 쫓아라
"그 여자를 쫓아라"는 1970년 공개된 대한민국의 영화이다.

## 배역
- 김희라
- 윤정희
- 장동휘
- 최봉
- 장혁
- 강민호
- 이예민
- 유하나
- 전영선
- 이경훈
- 최창호
- 김기범
- 조덕성
- 김웅
- 최준
- 추봉